# Strenči (novads)
Strenči est un novads de Lettonie, situé dans la région de Vidzeme. En 2009, sa population est de 4 277 habitants.